# Four Christmases
Four Christmases (bra: Surpresas do Amor; prt: Uns Sogros de Fugir) é um filme de comédia romântica com temas natalinos sobre um casal que ir ver os seus pais divorciados em um dia. O filme é produzido pela Spyglass Entertainment e lançado pela New Line Cinema em 26 de novembro de 2008, o dia de Ação de Graças, e distribuído pela Warner Bros. Pictures. É estrelado por Vince Vaughn e Reese Witherspoon de São Francisco, Califórnia, um casal pressionado a visitar todas as quatro casas de seus pais divorciados no dia de Natal. Sissy Spacek, Mary Steenburgen, Robert Duvall, Jon Voight e co-estrelado por Jon Favreau, cantores de música country Tim McGraw e Dwight Yoakam, e vencedora do Emmy Award Kristin Chenoweth. O filme é o primeiro longa-metragem de estúdio do diretor Seth Gordon. O DVD e o Blu-ray foi lançado em 24 de novembro de 2009.

## Elenco
| Personagem       | Ator / Atriz           |
| ---------------- | ---------------------- |
| Brad             | Vince Vaughn           |
| Kate             | Reese Witherspoon      |
| Howard           | Robert Duvall          |
| Denver           | Jon Favreau            |
| Dallas           | Tim McGraw             |
| Marilyn          | Mary Steenburgen       |
| Paula            | Sissy Spacek           |
| Eric             | Brian Baumgartner      |
| Stan             | Cedric Yarbrough       |
| Courtney         | Kristin Chenoweth      |
| Susan            | Katy Mixon             |
| Vovó             | Jeanette Miller        |
| Kasi             | True Bella Pinci       |
| Pastor Phill     | Dwight Yoakam          |
| Darryl           | Patrick Van Horn       |
| Creighton        | Jon Voight             |
| Cheryl           | Laura Johnson          |
| Repórter         | Marissa Tejada Benekos |
| Locutor e Placas |                        |

## Produção
Gordon foi contratado como diretor por insistência de Vaughn, que tinha visto o documentário de Gordon The King of Kong: A Fistful of Quarters, um filme, Gordon aponta que, como Four Christmases, tem uma "estrutura de três atos tradicional."
O filme começou a produção em dezembro de 2007, durante a Greve dos roteiristas dos Estados Unidos de 2007-2008, o que significa que nenhuma alteração pode ser feita para o script. Durante a produção da New Line Cinema tornou-se uma "unidade da Warner Bros.", que colocou a conclusão do filme em risco. Witherspoon e Vaughn não se davam bem durante as filmagens.

## Recepção
O filme recebeu críticas negativas por parte dos críticos. Rotten Tomatoes relata 25% dos críticos deram ao filme uma revisão positiva com base em 139 comentários. No Metacritic, que atribui uma classificação normalizada de 100 a opiniões dos críticos principais, o filme mantém uma pontuação mista / média de 41 com base em 27 comentários.
O The Hollywood Reporter chamou o filme de "um dos filmes de Natal mais infelizes de todos os tempos", com "um final bem-estar imerecido [que] acrescenta insulto à injúria", mas criticou o roteiro do filme para "situa [ndo] de Hollywood clichês sobre rednecks do sul dentro da Área da baía". Revista Variety chamou de uma "atração estranhamente misantropo, ocasionalmente divertido, mas bem triste feriado que não é de forma um filme de família". a Associated Press disse que o filme "começou com uma promessa" então segue em "falta de alegria barulhenta [que] define o tom para todo o filme", a revisão observou que "Vaughn faz o filme tolerável aqui e ali, mas esse tipo de comédia física slapsticky não combina com Witherspoon em tudo". Frank Lovece do Film International Journal encontrado nenhum núcleo de seus personagens. Eles encarnam tudo o enredo maquinação o filme precisa a qualquer momento", e que, "Cada previsível tropo Natal-comédia é arrastado para fora como a seqüência de luzes elétricas que é retirado da parede para whipsaw através da sala de estar". Roger Ebert deu ao filme um magro duas estrelas, e escreveu sua crítica ao estilo de uma sessão de passo entre um cineasta e seu chefe, no qual ele ridicularizou do filme suposta falta de humor ou senso narrativo.

### Bilheteria
No dia da abertura, uma quarta-feira, ele ficou em segundo lugar nas bilheterias, com US$ 6,1 milhões, atrás do novo sucesso da semana anterior Crepúsculo. Ele então passou a tomar o primeiro lugar de cada dia sucessivo de quinta a domingo, ganhando US$ 46,1 milhões Classificação n º 1 e ao longo de todo o fim de semana de feriado de Ação de Graças. Em seu segundo fim de semana, Four Christmases manteve o 1º lugar, ganhando US$ 18,1 milhões.
O filme arrecadou US$ 120 146 040 no mercado interno e US$ 43 966 681 em países estrangeiros, para um bruto mundial de US$ 164 112 721.

### Home media
O DVD e o Blu-ray foram lançados em 24 de novembro de 2009.

## Trilha sonora
Four Christmases: Music from the Motion Picture está disponível para download desde Amazon (MP3) ou iTunes (MPEG-4), juntamente com um livreto digital no formato de documento portátil que resume os créditos do álbum, juntamente com captura de ecrâ e outras imagens promocionais do filme. Foi lançado em 25 de novembro de 2008 pela New Line Records. O formato de Compact Disc foi lançado em 6 de outubro de 2009, por Watertower Music.

### Lista de faixas
1. "Baby It's Cold Outside" de Dean Martin & Martina McBride – 2:55
2. "(There's No Place Like) Home for the Holidays" de Perry Como – 2:51
3. "Sleigh Ride" de Ferrante & Teicher – 2:16
4. "Christmas All Over Again" de Tom Petty – 4:15
5. "Season's Greetings" de Robbers On High Street – 2:23
6. "Jingle Bell Rock" de Bobby Helms com The Anita Kerr Singers – 2:11
7. "The Christmas Song" de Gavin DeGraw – 3:24
8. "Cool Yule" de Louis Armstrong – 2:55
9. "I'll Be Home for Christmas" de Dean Martin – 2:33
10. "White Christmas" de Bing Crosby – 2:59
11. "O Little Town of Bethlehem" de Sarah McLachlan – 3:53